# Super Mario Maker
Super Mario Maker (スーパーマリオメーカー, Sūpā Mario Mēkā) est un jeu vidéo de plates-formes à défilement horizontal et un éditeur de niveau développé par Nintendo EAD et édité par Nintendo, sorti en septembre 2015 sur Wii U à l'occasion du 30e anniversaire de la série Super Mario. Il s'agit d'une application permettant aux joueurs de créer et jouer leurs propres niveaux basés sur les styles de Super Mario Bros., Super Mario Bros. 3, Super Mario World et New Super Mario Bros. U.
Un portage appelé Super Mario Maker for Nintendo 3DS est sorti sur Nintendo 3DS en décembre 2016.
Il est compatible avec le Nintendo Network pour pouvoir partager ses niveaux et jouer à ceux des autres joueurs.

## Système de jeu
Le jeu permet d'inventer et créer des niveaux de Mario, puis de les essayer et les proposer aux autres joueurs, ce qui offre un nombre quasiment illimité de possibilités. Il est possible, entre autres, de personnaliser les ennemis et les plates-formes, modifier la taille des tuyaux, enregistrer ses propres bruitages ou effets sonores et les déclencher en pleine partie, ou encore de jouer avec le gameplay et des décors de fond provenant de Super Mario Bros., Super Mario Bros. 3, Super Mario World et New Super Mario Bros. U,.
Il est possible de créer des ennemis ou obstacles plus insolites et originaux que dans les jeux traditionnels, comme des canons à Cheep-Cheep ailés, des tuyaux générant des Koopa ou encore des blocs abritant des Plantes Piranhas ou divers ennemis. Une mise à jour du logiciel ajoute la possibilité de placer des points relais dans le niveau ainsi que la possibilité d'adapter le power-up obtenu selon l'état de Mario ; ainsi si Mario est petit il recevra un Super Champignon, tandis que si Mario est déjà Super Mario, il recevra une Fleur de feu ou autre objet de même catégorie.
Dès son lancement, le jeu propose plusieurs niveaux directement jouables, sans connexion à Internet dans le Défi des 10 Mario, pour donner des idées de création aux joueurs. Les niveaux créés par les joueurs peuvent être partagés par Internet et un système de notation permet de connaître les plus populaires.
Les figurines amiibo peuvent être utilisées dans le jeu, uniquement avec le style Super Mario Bros.. La figurine 8-bit Mario permet de faire apparaître Mario en plus grand, tandis que les autres figurines permettent à Mario d'endosser un costume représentant le personnage de la figurine en version 8-bit. Il est aussi possible de débloquer des costumes en finissant le Défi des 100 Mario en mode facile, normal, expert ou super expert, mais il n'est pas possible de tous les obtenir en jouant sur un seul niveau de difficulté.
Avec son système de création libre, le jeu totalise plus de 3,2 millions de niveaux créés par les joueurs fin octobre 2015.
Défi Super Mario
Dans la version 3DS de Super Mario Maker, le jeu propose le défi super Mario ou le joueur dois finir les 18 mondes pour sauver Peach, au fur et à mesures, à chaque mondes terminé, le joueur débloque des éléments pour la création de Stage. Il y'a des médailles à les récupérer en remplissant une condition, chaque stages possède 2 médailles. Le joueur dois collecter 40 médailles pour débloquer un monde secret.

## Développement
Le jeu est initialement conçu comme un outil de développement interne à l'équipe de développement de Nintendo. En réalisant qu'il y avait potentiel d'en faire un jeu à part entière, l'équipe de développement propose l'idée à Takashi Tezuka, producteur de la série Super Mario.
Le jeu est dévoilé lors de l'E3 2014 sous le titre Mario Maker. Durant l'événement Nintendo World Championships 2015 se déroulant avant l'E3 2015, le jeu est rebaptisé en Super Mario Maker. Quatre niveaux créés à cette occasion sont proposés dans le jeu final. Plusieurs grandes personnalités du jeu vidéo ont également conçu des niveaux. Un des niveaux du jeu est créé par les employés de Facebook.
Le jeu est commercialisé sur Wii U le 10 septembre 2015 au Japon et le 11 septembre dans le reste du monde, pour le 30e anniversaire de la série Super Mario. Le jeu est proposé avec un artbook au format papier pour la version physique du jeu ou en version PDF pour la version dématérialisée. Également, une édition limitée avec un amiibo Mario 8-bit aux couleurs classiques est proposée, tout comme une offre groupée avec la Wii U. L'amiibo est aussi proposé seul à cette même date, tandis qu'un amiibo Mario 8-bit aux couleurs modernes est commercialisé le 23 octobre 2015.
Une mise à jour est proposée le 5 novembre 2015, rajoutant notamment la possibilité de placer des checkpoints dans les niveaux ou encore un classement pour trouver des niveaux officiels de Nintendo et des créateurs partenaires,.

## Communauté
Ce qui est parfois considéré comme le niveau le plus difficile créé à ce jour se nomme Pit of Panga: U-Break et est créé par PangaeaPanga (en). Celui-ci lui a demandé 11 heures pour le construire et 39 heures, 22 minutes et 47 secondes pour le compléter. PangaeaPanga est aussi le créateur du niveau Pit of Panga: P-Break, considéré précédemment comme le niveau le plus dur de Super Mario Maker.

## Accueil

### Critique
Super Mario Maker est très bien reçu par la critique. Il obtient un score de 89,41 % sur GameRankings et un score de 88 sur 100 sur Metacritic,.

### Ventes
Durant les quatre premiers jours de sa commercialisation, le jeu s'écoule à 138 242 exemplaires au Japon. En Grande-Bretagne, il s'agit du deuxième jeu le plus vendu durant sa première semaine de vente. Le jeu dépasse le million d'exemplaires vendus dans le monde à la fin septembre 2015.

## Postérité

### Version Nintendo 3DS
Lors du Nintendo Direct présenté le 1er septembre 2016, Nintendo dévoile Super Mario Maker for Nintendo 3DS, un portage du jeu sur Nintendo 3DS sorti le 2 décembre 2016. Le jeu propose 100 niveaux préconçus par Nintendo et donne accès à une partie des niveaux créés sur la version Wii U. Chaque niveau atteint débloque certains éléments de construction permettant de créer d'autres niveaux. Les niveaux ainsi conçus par le joueur peuvent être partagés avec d'autres joueurs à l'aide de StreetPass et il est possible d'envoyer un niveau inachevé pour finir de le construire avec l'aide de d'autres utilisateurs,. Contrairement à la version pour Wii U, les figurines amiibo ne sont pas compatibles et il n'est pas possible d'utiliser des costumes. De plus, il est impossible de partager les niveaux créés en ligne. S'il est possible de jouer sur les niveaux mis en ligne par les utilisateurs de Wii U, il est impossible de les noter et les joueurs sur 3DS ne rentrent pas dans les statistiques du niveau.
Depuis la fin du Nintendo Network, les niveaux peuvent être partagés que avec le StreetPass.

### Suite
Une suite, nommé Super Mario Maker 2, est dévoilé lors du Nintendo Direct du 13 février 2019. Elle est sortie le 28 juin 2019 sur Nintendo Switch. La grande nouveauté de cet opus est qu'on peut jouer avec les bonus, ennemis, plateformes etc., de Super Mario 3D World (avec un gameplay horizontal 2D toutefois). Il y a aussi un nouveau bonus qui transforme en Link 8-bit de la série The Legend of Zelda.